# Pedrosa del Rey
Pedrosa del Rey es un municipio de España, en la provincia de Valladolid, comunidad autónoma de Castilla y León. Tiene una superficie de 51,93 km² con una población de 196 habitantes (censo INE, 2016), y una densidad de 3,77 hab/km².
El municipio incluye las dos localidades llamadas «Los Villaesteres»: Villaester de Arriba y Villaester de Abajo, en la autovía del Duero.

## Geografía
Integrado en la comarca de Tierra del Vino de la provincia de Valladolid, se sitúa a 51 kilómetros de la capital provincial. El término municipal está atravesado por la autovía del Duero (A-11) y por la carretera nacional N-122, entre los pK 408 y 412, además de por carreteras locales que conectan con Villalar de los Comuneros, Casasola de Arión y San Román de Hornija. 
El relieve del municipio es predominantemente llano, estando atravesado por el río Hornija que discurre entre Villalar de los Comuneros y San Román de Hornija. Al oeste se alza un páramo que supera los 800 metros de altitud, conocido como Alto del Mayo. La altitud oscila entre los 803 metros (Alto del Mayo) y los 680 metros a orillas del río Hornija. El pueblo se alza a 720 metros sobre el nivel del mar. 
| Noroeste: Casasola de Arión     | Norte: Villalbarba y Mota del Marqués | Noreste: Villalar de los Comuneros |
| Oeste: Morales de Toro (Zamora) |                                       | Este: Villalar de los Comuneros    |
| Suroeste: San Román de Hornija  | Sur: Castronuño                       | Sureste: Torrecilla de la Abadesa  |

## Historia
El 20 de agosto de 1809, Juan Martín Díez, El Empecinado se encontró en Pedrosa del Rey con una columna francesa a la que puso en fuga hacia Morales de Toro. El jefe de la columna hirió en un brazo a El Empecinado, y este furioso mató al francés machacándole la cara con una piedra. Desde Pedrosa pasó a Pollos, donde le curó un médico de Tordesillas.

Pendón de Pedrosa del Rey

### sigloXIX
Así se describe a Pedrosa del Rey en la página 749 del tomo XII del Diccionario geográfico-estadístico-histórico de España y sus posesiones de Ultramar, obra impulsada por Pascual Madoz a mediados del siglo XIX:

PEDROSA DEL REY

Villa con ayuntamiento en la provincia, audiencia territorial y capitanía general de Valladolid (8 leguas), partido judicial de Mota del Marqués (1), diócesis de Zamora (8).
Situada a la falda de un pequeño cerro, con libre ventilación y clima sano; tiene 220 casas, la consistorial; escuela de instrucción primaria; un pequeño hospital sin rentas, una fuente de buenas aunque no muy abundantes aguas; dos iglesias parroquiales (San Miguel y Santa Cruz) servidas cada una por un cura y un sacristán; fuera de la población se encuentran una ermita (El Humilladero) y dos pozos con sus pilones que sirven de lavaderos de ropas.
Término: confina con los de Villalar, Casasola y despoblado de Villaester, Cirajas y Cabañeiros, este de la provincia de Zamora.
El terreno es arenisco, pedregoso y bastante feraz.
Caminos: los locales, de herradura y en mal estado en tiempos lluviosos.
Correo: se recibe y despacha con el de la cabeza del partido.
Producciones: trigo, centeno, cebada, lentejas, exquisitos garbanzos, algarrobas y vino.
Industria: la agrícola, algunos de los oficios más indispensables, y la arriería a la que se dedican muchos vecinos.
Población: 160 vecinos, 700 almas.
Capital productivo: 1.013.200 reales. Imponible: 101.320. Contribución: 19.154 reales 15 maravedíes.

Esta villa fue aldea de Toro hasta el año 1538 en que se eximió por privilegio de Carlos I, y desde entonces tomó el apellido del Rey con que se distingue. En 1674 la vendieron sus vecinos al conde de Salvatierra.

## Geografía humana

### Demografía
Cuenta con una población de 148 habitantes (INE 2024).
| Gráfica de evolución demográfica de Pedrosa del Rey entre 1842 y 2021                                                 |
| |
| Población de derecho según los censos de población del INE. Población de hecho según los censos de población del INE. |

| 278                  | 245 | 212 | 216 | 196 | 203 | 191 | 202 | 196 | 185 | 158 | 147 |
| (Fuente: www.ine.es) |     |     |     |     |     |     |     |     |     |     |     |